# Grand Prix de Pau 1950
Grand Prix de Pau 1950 je bila neprvenstvena dirka Formule 1 v sezoni 1950. Odvijala se je 10. aprila 1950.

## Prijavljeni
| Št | Dirkač                | Moštvo                    | Konstruktor        | Dirkalnik               | Motor                | Gume |
| -- | --------------------- | ------------------------- | ------------------ | ----------------------- | -------------------- | ---- |
| 2  | Luigi Villoresi       | Scuderia Ferrari          | Ferrari            | Ferrari 125             | Ferrari 125/F1 V12C  | P    |
| 4  | Alberto Ascari        | Scuderia Ferrari          | Ferrari            | Ferrari 166             | Ferrari 166F2/50 V12 | P    |
| 6  | Raymond Sommer        | Scuderia Ferrari          | Ferrari            | Ferrari 125             | Ferrari 125/F1 V12C  | P    |
| 8  | Philippe Étancelin    | privatnik                 | Talbot-Lago-Talbot | Talbot-Lago T26C        | Talbot T26C L6 4.5   | D    |
| 10 | Juan Manuel Fangio    | Scuderia Achille Varzi    | Maserati           | Maserati 4CLT-48        | Maserati 4CLT L4C    | P    |
| 12 | José Froilán Gonzalez | Scuderia Achille Varzi    | Maserati           | Maserati 4CLT-48        | Maserati 4CLT L4C    | P    |
| 14 | Louis Rosier          | Ecurie Rosier             | Talbot-Lago-Talbot | Talbot-Lago T26C        | Talbot T26C L6 4.5   | D    |
| 16 | Charles Pozzi         | privatnik                 | Talbot-Lago-Talbot | Talbot-Lago T26C        | Talbot T26C L6 4.5   | D    |
| 18 | Louis Chiron          | Officine Alfieri Maserati | Maserati           | Maserati 4CLT/48        | Maserati 4CLT L4C    | P    |
| 20 | Maurice Trintignant   | Equipe Gordini            | Simca-Gordini      | Simca-Gordini T15       | Gordini L4C          | E    |
| 22 | Robert Manzon         | Equipe Gordini            | Simca-Gordini      | Simca-Gordini T15       | Gordini L4C          | E    |
| 24 | André Simon           | Equipe Gordini            | Simca-Gordini      | Simca-Gordini T15       | Gordini L4C          | E    |
| 26 | Felice Bonetto        | Scuderia Milano           | Maserati           | Maserati-Milano 4CLT/50 | Maserati 4CLT L4C    | P    |
| 28 | Pierre Levegh         | privatnik                 | Talbot-Lago-Talbot | Talbot-Lago T26C        | Talbot T26C L6 4.5   | D    |

## Kvalifikacije
| Poz | Št | Dirkač                | Moštvo             | Čas    | Zaostanek |
| --- | -- | --------------------- | ------------------ | ------ | --------- |
| 1   | 10 | Juan Manuel Fangio    | Maserati           | 1'43,1 | -         |
| 2   | 2  | Luigi Villoresi       | Ferrari            | 1'43.4 | + 0,3     |
| 3   | 6  | Raymond Sommer        | Ferrari            | 1'44.5 | + 1,4     |
| 4   | 14 | Louis Rosier          | Talbot-Lago-Talbot | 1'46.0 | + 2,9     |
| 5   | 12 | José Froilán Gonzalez | Maserati           | 1'46.0 | + 2,9     |
| 6   | 4  | Alberto Ascari        | Ferrari            | 1'46.5 | + 3,4     |
| 7   | 18 | Louis Chiron          | Maserati           | 1'47.3 | + 4,2     |
| 8   | 22 | Robert Manzon         | Simca-Gordini      | 1'51.2 | + 8,1     |
| 9   | 24 | André Simon           | Simca-Gordini      | 1'51.8 | + 8,7     |
| 10  | 28 | Pierre Levegh         | Talbot-Lago-Talbot | 1'51.8 | + 8,7     |
| 11  | 20 | Maurice Trintignant   | Simca-Gordini      | 1'52.0 | + 8,9     |
| 12  | 8  | Philippe Étancelin    | Talbot-Lago-Talbot | 1'52.4 | + 9,3     |
| 13  | 12 | Charles Pozzi         | Talbot-Lago-Talbot | 1'52.8 | + 9,7     |

### Štartna vrsta
| 1. vrsta | 3.                          |                           | 2.                           |                            | 1.                               |
|          | Sommer Ferrari 1'44,5       |                           | Villoresi Ferrari 1'43,4     |                            | Fangio Maserati 1'43,1           |
| 2. vrsta |                             | 5.                        |                              | 4.                         |                                  |
|          |                             | Gonzalez Maserati 1'46,0  |                              | Rosier Talbot-Lago 1'46,0  |                                  |
| 3. vrsta | 8.                          |                           | 7.                           |                            | 6.                               |
|          | Manzon Simca-Gordini 1'51,2 |                           | Chiron Maserati 1'47,3       |                            | Ascari Ferrari 1'46,5            |
| 4. vrsta |                             | 10.                       |                              | 9.                         |                                  |
|          |                             | Levegh Talbot-Lago 1'51,8 |                              | Simon Simca-Gordini 1'51,8 |                                  |
| 5. vrsta | 13.                         |                           | 12.                          |                            | 11.                              |
|          | Pozzi Talbot-Lago 1'52,8    |                           | Étancelin Talbot-Lago 1'52,4 |                            | Trintignant Simca-Gordini 1'52,0 |

## Dirka
| Poz | Št | Dirkač                | Moštvo             | Krogi | Čas/Odstop  | Št. m |
| --- | -- | --------------------- | ------------------ | ----- | ----------- | ----- |
| 1.  | 10 | Juan Manuel Fangio    | Maserati           | 110   | 3:12.20,0   | 1.    |
| 2.  | 2  | Luigi Villoresi       | Ferrari            | 110   | + 30,5 s    | 2.    |
| 3.  | 6  | Louis Rosier          | Talbot-Lago-Talbot | 110   | + 1:02,2    | 4.    |
| 4.  | 14 | Raymond Sommer        | Talbot-Lago-Talbot | 109   | +1 krog     | 3.    |
| 5.  | 22 | Robert Manzon         | Simca-Gordini      | 106   | +4 krogi    | 8.    |
| 6.  | 28 | Pierre Levegh         | Talbot-Lago-Talbot | 104   | +6 krogov   | 10.   |
| 7.  | 20 | Maurice Trintignant   | Simca-Gordini      | 103   | +7 krogov   | 11.   |
| 8.  | 16 | Charles Pozzi         | Talbot-Lago-Talbot | 100   | +10 krogov  | 14.   |
| 8.  | 16 | Georges Grignard      | Talbot-Lago-Talbot | 100   | +10 krogov  | 14.   |
| Ods | 18 | Louis Chiron          | Maserati           | 56    | Pog. gred   | 7.    |
| Ods | 8  | Philippe Étancelin    | Talbot-Lago-Talbot | 53    | Pog. gred   | 12.   |
| Ods | 24 | André Simon           | Simca-Gordini      | 32    | Trčenje     | 9.    |
| Ods | 12 | José Froilán Gonzalez | Maserati           | 25    | Diferencial | 19.   |
| Ods | 4  | Alberto Ascari        | Ferrari            | 10    | Pog. gred   | 6.    |